# Döner kebab
Pour les articles homonymes, voir Doner.
Le döner kebab est un type de kebab né au XIXe siècle à Bursa dans l'Empire ottoman, élaboré à partir de viande cuite verticalement.
La viande est assaisonnée et mise sur une broche en forme de cône inversé, cuite lentement sur la rôtissoire pendant que la broche tourne sur elle-même (döner vient du turc « tourner »). La couche externe est tranchée en fins copeaux pendant la cuisson.
Par ailleurs, c'est cette variété qui est désignée par le terme « kebab » en France.

## Historique

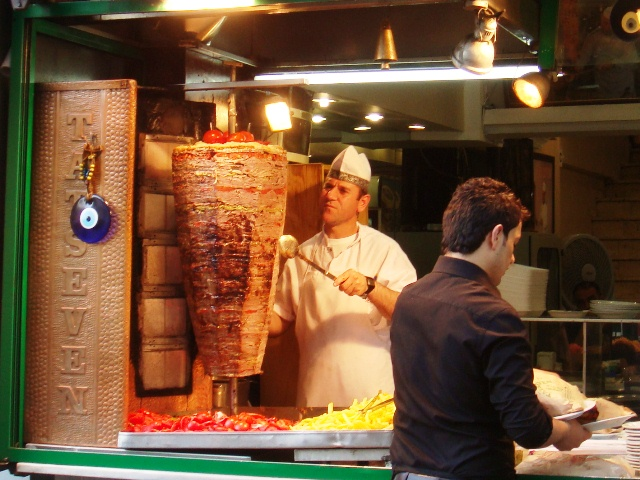
Döner kebab.

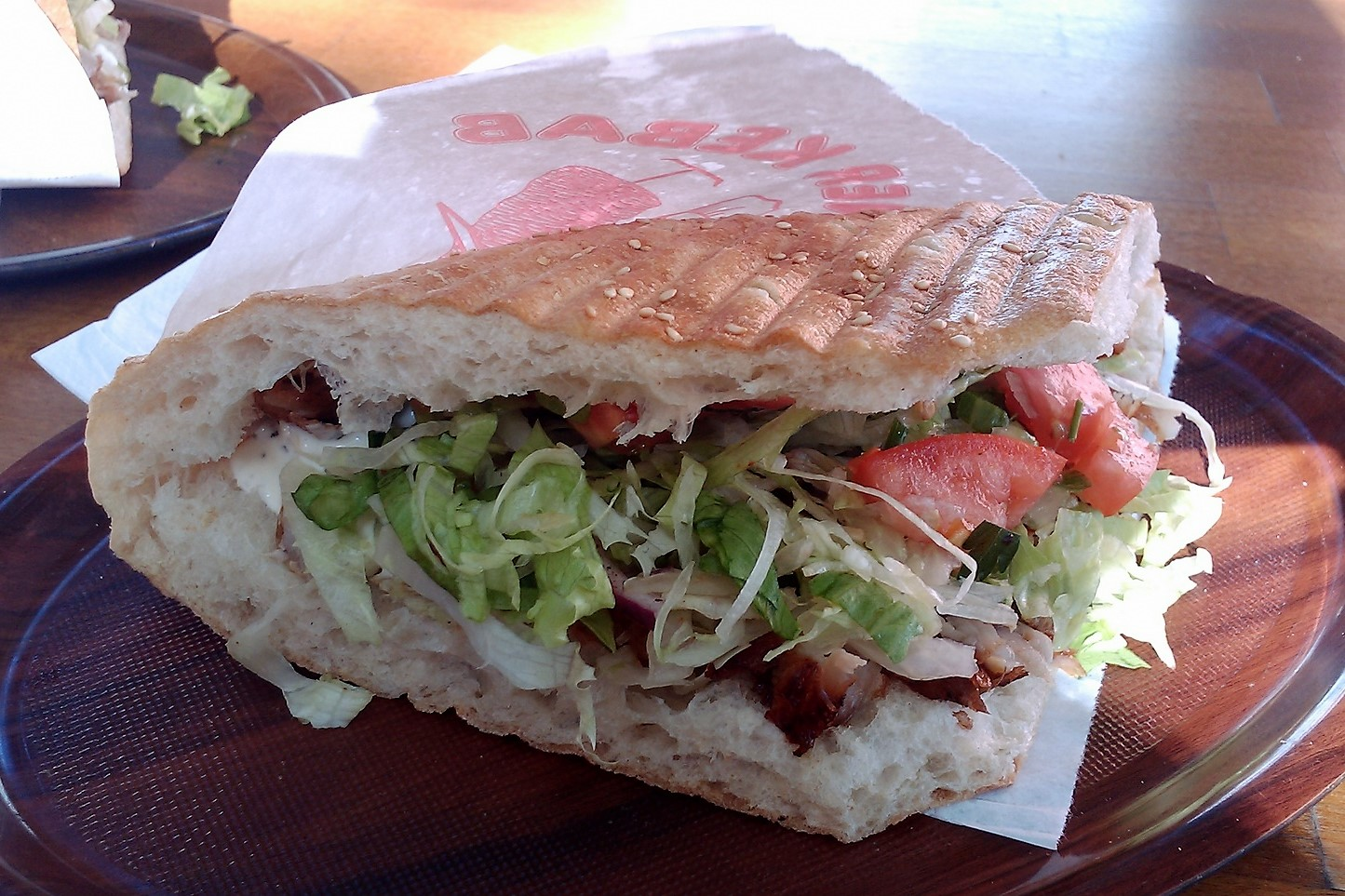
Döner kebab.

La rôtissoire verticale a été inventée dans l'Empire ottoman au XIXe siècle et le kebab a inspiré des plats similaires tels que le chawarma arabe, le gyros grec et le al pastor mexicain,.
Les premières traces de ce plat sont toutefois plus anciennes et remontent au XVIe siècle, mêlant des influences culturelles et gastronomiques venant des Turcs, des Grecs, des Albanais, des Juifs, des Arméniens, des Kurdes et des Arabes.
La paternité du döner kebab revient à un certain Iskender, issu d'une grande famille de maîtres cuisiniers de viande. À cette époque, le kebab était cuit horizontalement sur du feu de bois et n'était pas distribué de manière égale à tout le monde. C'est en 1867, dans le quartier de Kayhan à Bursa, qu'il chercha à remédier à ce problème. Il retira d'abord les os et les nerfs de la viande d'agneau, déposa les morceaux de viande par couche sur une tige verticale et retourna horizontalement la broche qu'il découpa de chaque côté pour que chacun puisse recevoir la viande de parts égales. Il fit également le choix de la cuisson au charbon de bois.
Cette présentation innovante attira beaucoup l'attention des habitants de Bursa — ville qui avait alors une population plus faible et où les gens se connaissaient — qui commencèrent à l'appeler familièrement « döner kebab », pouvant se traduire par « viande grillée rotative ».
Moins d'un siècle plus tard, le döner kebab fut largement popularisé à Istanbul par Beyti Güler. Son restaurant, ouvert en 1945, fut aussitôt découvert par des journalistes et commença à servir des döner et d'autres types de kebab à des rois, des premiers ministres, des stars du cinéma et à des célébrités.
Entre la fin des années 1960 et le début des années 1970, le döner kebab est devenu populaire dans le monde entier en tant que plat de restauration rapide vendu dans les restaurants souvent appelés simplement kebab. Le premier restaurant de kebab ouvrit à Londres en 1966.
En Allemagne, le döner kebab a été introduit pour la première fois par Nevzat Salim et son père, originaires de Bursa, dans la ville de Reutlingen en 1969. Selon l'Association des fabricants de döner turcs en Europe (ATDID) sise à Berlin, l'origine du döner kebab est attribuée à Kadir Nurman qui aurait vendu le premier sandwich sous sa forme actuelle au Zoologischer Garten de Berlin-Ouest en 1972.
En France, les premiers kebabs germano-turcs firent leur apparition dans la région parisienne dans les années 1990. L’équivalent grec du kebab, le gyros, était alors proposé à Paris par les restaurateurs d'origine grecque, implantés notamment dans le Quartier latin. Les consommateurs parisiens ont alors rapidement surnommé ce nouveau produit « sandwich grec » par similitude.

## Composition
Le döner kebab est traditionnellement composé de viande de bœuf, de mouton ou de poulet.
Les tranches de viande d'un döner kebab peuvent être servies dans une assiette avec divers accompagnements, fourrées dans un pain pita ou un autre type de pain en sandwich. Elles peuvent être aussi enveloppées dans un mince pain plat comme le lavash, ce qui s'appelle alors dürüm.
Le sandwich contient généralement de la salade ou des légumes, qui peuvent inclure des tomates, de la laitue, du chou, de l'oignon, du concombre frais ou mariné, du chili et divers types de sauces. Des épices telles que le sel, le poivre et le thym peuvent aussi entrer dans la composition.